# البرنامج الوطني لتنمية تقنية المعلومات
البرنامج الوطني لتنمية قطاع تقنية المعلومات هو برنامج حكومي سعودي تأسس بقرار مجلس الوزراء في مارس 2020.

## المهام
يعمل البرنامج على تعزيز تكامل منظومة سلاسل القيمة في قطاع تقنية المعلومات، وتعزيز قدرات القطاع الخاص وزيادة مساهمته في المحتوى المحلي التقني، كما يساهم في نمو قطاع تقنية المعلومات بنسبة 50%، ورفع مساهمة قطاع الاتصالات وتقنية المعلومات في الناتج المحلي الإجمالي بقيمة 10 مليارات ريال على مدى ست سنوات، إضافة إلى إيجاد 10 آلاف وظيفة.